# Premio Theodor W. Adorno

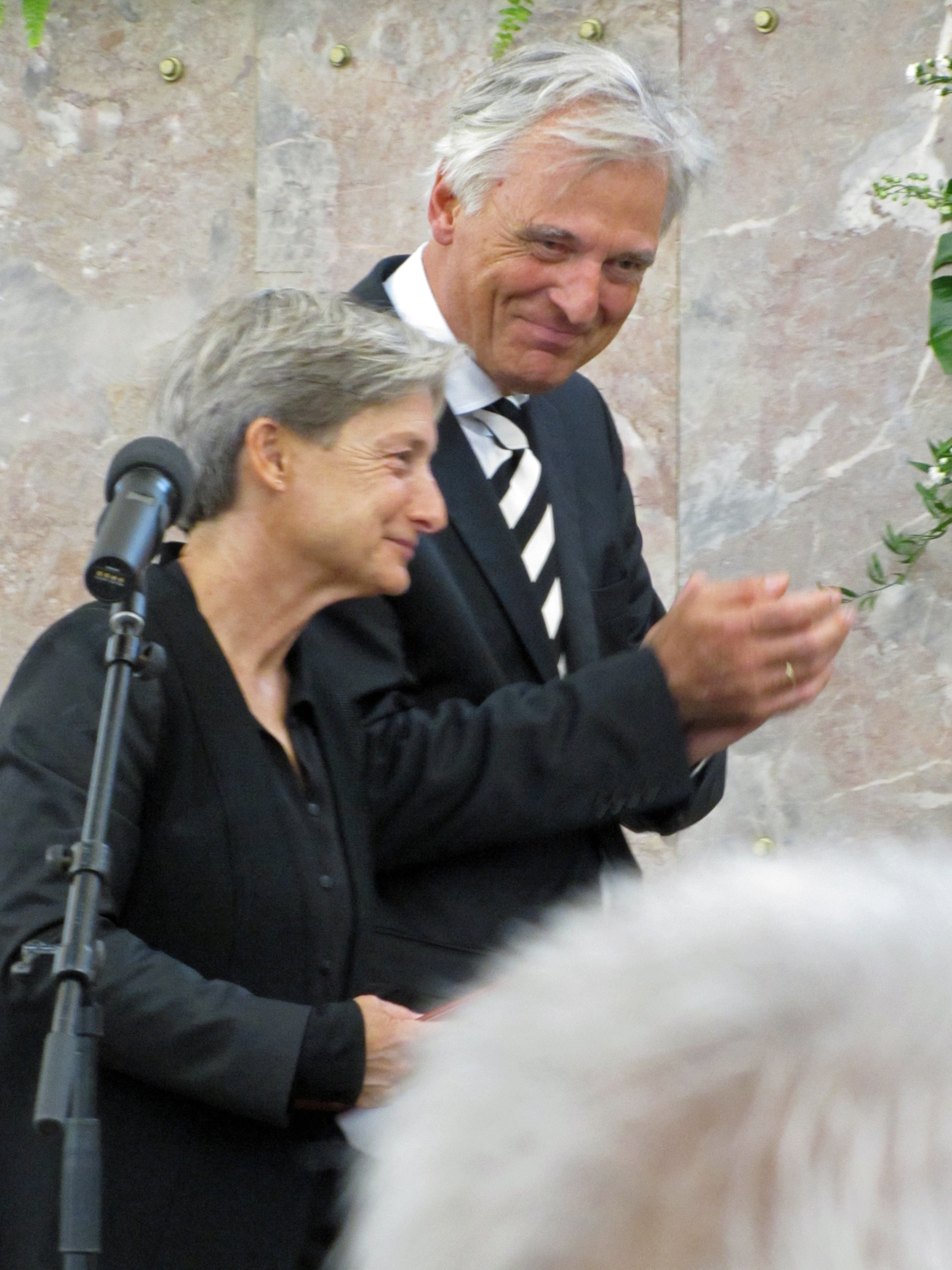
Il premio viene consegnato a Judith Butler nel 2012

Il Premio Theodor W. Adorno (Theodor-W.-Adorno-Preis) è un premio tedesco destinato a riconoscere risultati eccezionali in filosofia, teatro, musica e cinema. Fu fondato dalla città di Francoforte nel 1977 per commemorare il sociologo e filosofo Theodor Adorno, che aveva insegnato all'Università Goethe di Francoforte per vent'anni. Il premio è conferito ogni tre anni l'11 settembre, il compleanno di Adorno. Il montepremi è di 50.000 Euro.

## Premiati
- 1977: Norbert Elias (sociologo)
- 1980: Jürgen Habermas (sociologo)
- 1983: Günther Anders (filosofo)
- 1986: Michael Gielen (compositore)
- 1989: Leo Löwenthal (sociologo)
- 1992: Pierre Boulez (compositore)
- 1995: Jean-Luc Godard (regista cinematografico)
- 1998: Zygmunt Bauman (sociologo)
- 2001: Jacques Derrida (filosofo)
- 2003: György Ligeti (compositore)
- 2006: Albrecht Wellmer (filosofo)
- 2009: Alexander Kluge (regista cinematografico)
- 2012: Judith Butler (filosofa)[1][2][3]
- 2015: Georges Didi-Huberman (storica dell'arte)[4]
- 2018: Margarethe von Trotta (regista cinematografica)[5]
- 2021: Klaus Theweleit (scrittore e filosofo)
- 2024: Seyla Benhabib (filosofa e politologa)